# Yukichi Chuganji
Yukichi Chuganji (japanska: 中願寺 雄吉; Chūganji Yūkichi), född 23 mars 1889 i Chikushino, Fukuoka, död 28 september 2003 i Ogōri, Fukuoka, var en japansk silkesfjärilsuppfödare och vandringsrättare och även banktjänsteman. Han studerade teknik och avlade examen i början av 1900-talet. Han var då han avled 114 år och 189 dagar gammal Japans och världens verifierat äldsta levande människa (Kamato Hongo från Kagoshima, som avled av lunginflammation den 31 oktober 2003 vid en påstådd ålder av 116 år och 45 dagar, antogs vara den då äldsta levande personen men avskrevs då hon visade sig ha en äldre bror född 1890 vilket innebär att hon föddes cirka 1891 och inte 1887 som hon påstått), den dittills tredje äldsta mannen någonsin efter dansk-amerikanen Christian Mortensen och amerikanen Mathew Beard, den tredje av hittills endast 7 män som levt till minst 114 års ålder, den dittills fjärde äldsta japanen någonsin efter Tane Ikai, Hide Ohira och Tase Matsunaga och den äldsta japanske mannen någonsin (om man bortser från Shigechiyo Izumi vars påstådda ålder av 120 år och 237 dagar ifrågasatts) innan hans åldersrekord slogs den 26 oktober 2011 av Jiroemon Kimura (19 april 1897 – 12 juni 2013) som senare även blev världens äldsta man någonsin då han avled 116 år och 54 dagar gammal. Chuganji hade 5 barn (varav endast en dotter levde vid hans död 72 år gammal), 7 barnbarn och 12 barnbarns barn.
Efter Chuganjis död blev japanskan Mitoyo Kawate, som var cirka två månader yngre och den äldsta levande kvinnan, världens äldsta levande person och spanjoren Joan Riudavets Moll, som var cirka nio månader yngre och den då äldsta levande personen i Europa, världens äldsta levande man och Kameni Nakamura, som var drygt fem och ett halvt år yngre (född 3 oktober 1894) och avled 20 maj 2004 109 år och 230 dagar gammal, den äldsta levande japanske mannen. Den första japanske mannen som blev 110 år efter Chuganjis död var Kohachi Shigetaka (10 maj 1895 – 3 juli 2005).